# Al-Hanijja
Al-Hanijja (arab. ‏الحنيّة, Al-Ḩaniyyah‎) – miasto w północno-wschodniej Libii, w gminie Al-Dżabal al-Achdar, u wybrzeży Morza Śródziemnego. W 2006 roku zamieszkiwało je ok. 2,9 tys. mieszkańców.